# 리브 바이 나이트
《리브 바이 나이트》(영어: Live by Night)는 2016년 공개된 미국의 범죄 영화이다. 벤 애플렉이 감독, 각본을 썼고, 데니스 러헤인의 동명의 소설을 원작으로 한다. 이 영화에는 벤 애플렉, 크리스 메시나, 시에나 밀러, 브렌단 글리슨, 조 샐다나와 크리스 쿠퍼, 엘 패닝 등이 출연하며, 2016년 12월 25일 제한상영이 시작됐으며, 2017년 1월 13일 미국 전역에서 개봉됐다.

## 시놉시스
1920년대와 1930년대의 술이 마약처럼 거래되던 금주법 시대를 배경으로, 이야기는 보스턴의 경찰 가문의 수장의 아들로 태어났지만 범죄조직의 세계에 들어서게 되면서 방탕한 삶을 살게 된 조 코글린(벤 애플렉 분)의 삶을 그리고 있다. 이후, 플로리다주의 이보시티, 탬파로 이동해 주류 밀수업자, 주류 밀매자가 된 그는 나중에 악명 높은 갱스터가 된다.

## 배역
- 벤 애플렉 - 조 코글린 역
- 크리스 메시나 - 디온 바르톨로 역
- 조 샐다나 - 그라시엘라 코랄레스 역
- 시에나 밀러 - 엠마 굴드 역
- 브렌단 글리슨 - 토마스 코글린 역
- 로버트 글레니스터 - 엘버트 화이트 역
- 타이터스 웰리버 - 팀 히키 역
- 레모 기론 - 마소 페스카토레 역[1]
- 맥스 카셀라 - 디거 페스카토레 역
- 크리스 쿠퍼 - 어빙 피기스 역
- 엘 패닝 - 로레타 피기스 역
- 미구엘 - 에스테반 수아레스 역
- 스콧 이스트우드
- 안소니 마이클 홀

## 기획 및 제작

### 기획 단계
워너브라더스는 2012년 4월, 레오나르도 디카프리오를 주연으로 그의 제작사 애피언 웨이 프로덕션을 통해 데니스 러헤인의 장편 소설 Live by Night를 영화화하는 것에 대한 권리를 획득한 것을 발표한다. 2012년 10월, 벤 애플렉이 감독과 각본을 쓰는 프로젝트를 발표하며, 그와 제니퍼 토드가 그들의 제작사 펄 스트리트 필름스에서 제작을 맡고, 또한 애피언 웨이 프로덕션의 디카프리오와 제니퍼 데이비슨 킬로런가 제작에 참여하는 것이 발표되었다. 2014년 5월, 러헤인은 "애플렉의 각본은 아주 좋은 각본이지만, 하지만 그의 일정이 허용하는 것에 달려 있다. 그는 밖에서 현재 배트밴을 연기하고 있어, 그래서 우리는 일단 지켜 봅시다."라고 말했다.

### 제작 초기
2013년 여름, 애플렉은 영화 제작진들과 촬영 장소를 찾기 위해 탬파, 플로리다 주와 로렌스, 매사추세츠 주에 방문했다. 2013년 8월, 애플렉의 《나를 찾아줘》(2014)와 《배트맨 대 슈퍼맨: 저스티스의 시작》(2016)의 촬영 일정으로 제작이 미뤄졌다. 2014년 여름, 그는 여러 촬영지를 물색하며, 브런스윅, 조지아 주에 방문했다.
2014년 9월, 애플렉은 영화에 관련 된 인터뷰에서 "2015년 7월부터 촬영을 시작하기로 했으며, 3월부터 준비에 들어간다. 우리는 제작비를 마련했고, 촬영지를 찾았다."라고 말했다. 2014년 9월 4일, 시에나 밀러, 조 샐다나와 엘 패닝이 캐스팅되었다고 발표되었다. 2015년 2월, 애플렉은 브런스윅, 조지아 주에 다시 방문하였다.
2015년 7월 9일, 워너브라더스는 영화가 공식적으로 결정되었다고 발표하였다. 밀러, 샐다나와 패닝은 프로젝트에 모두 합류한 것이 발표되었다. 2015년 8월부터 12월까지 크리스 멜시나 크리스 쿠퍼, 미구엘, 맥스 카셀라, 스콧 이스트우드, 브렌단 글리슨, 안소니 마이클 홀와 타이터스 웰리버를 포함한 그 외의 출연진들이 확정되었다.

### 촬영
본 촬영은 2015년 10월 28일부터 조지아주의 해안에서 시작되었다.
외부 장면의 촬영은 브런스윅과 벤 애플렉이 개인적으로 소유중인 펄래스키요새와 서배너의 타이비 아일랜드의 라이스버로 근처의 햄프턴 아일랜드에서 이뤄졌으며, 2015년 11월 12일부터 매사추세츠주에서 영화의 전반적인 제작이 이뤄졌다. 촬영은 보스턴의 노스엔드와 노스 앤도버, 로렌스의 장소에서 촬영되었다.
2015년 12월부터 2016년 2월까지 로스 앤젤레스의 장소에서 촬영이 진행되었다. 장면은 패서디나, 밀레니엄 빌트모어 호텔, 롱비치, 헐리우드에서 이뤄졌다.
촬영 감독의 로버트 리처드슨은 아리 알렉사 65mm 카메라와 파나비전의 빈티지 65 렌즈를 사용하였다.

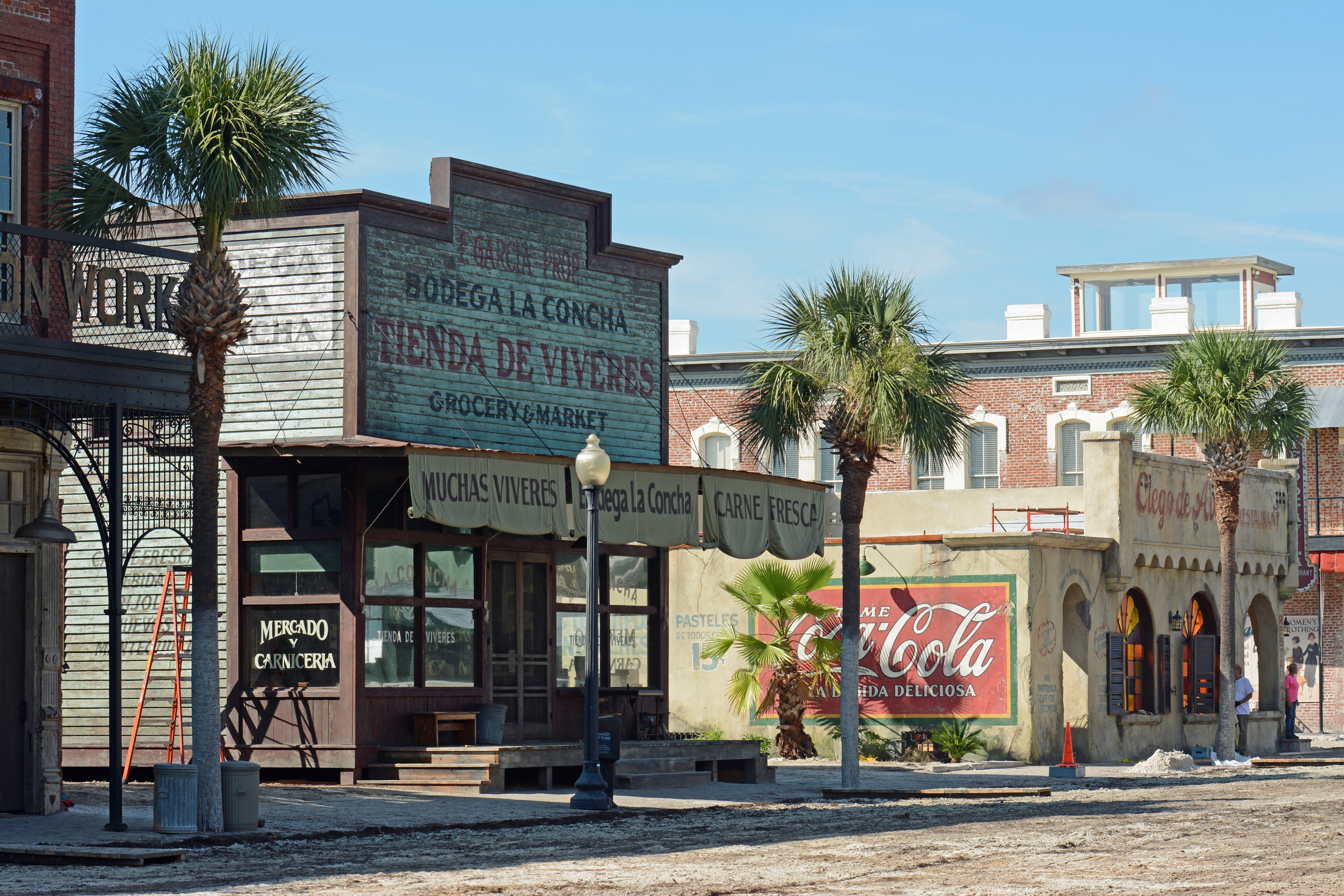
브런스윅, GA 세트장
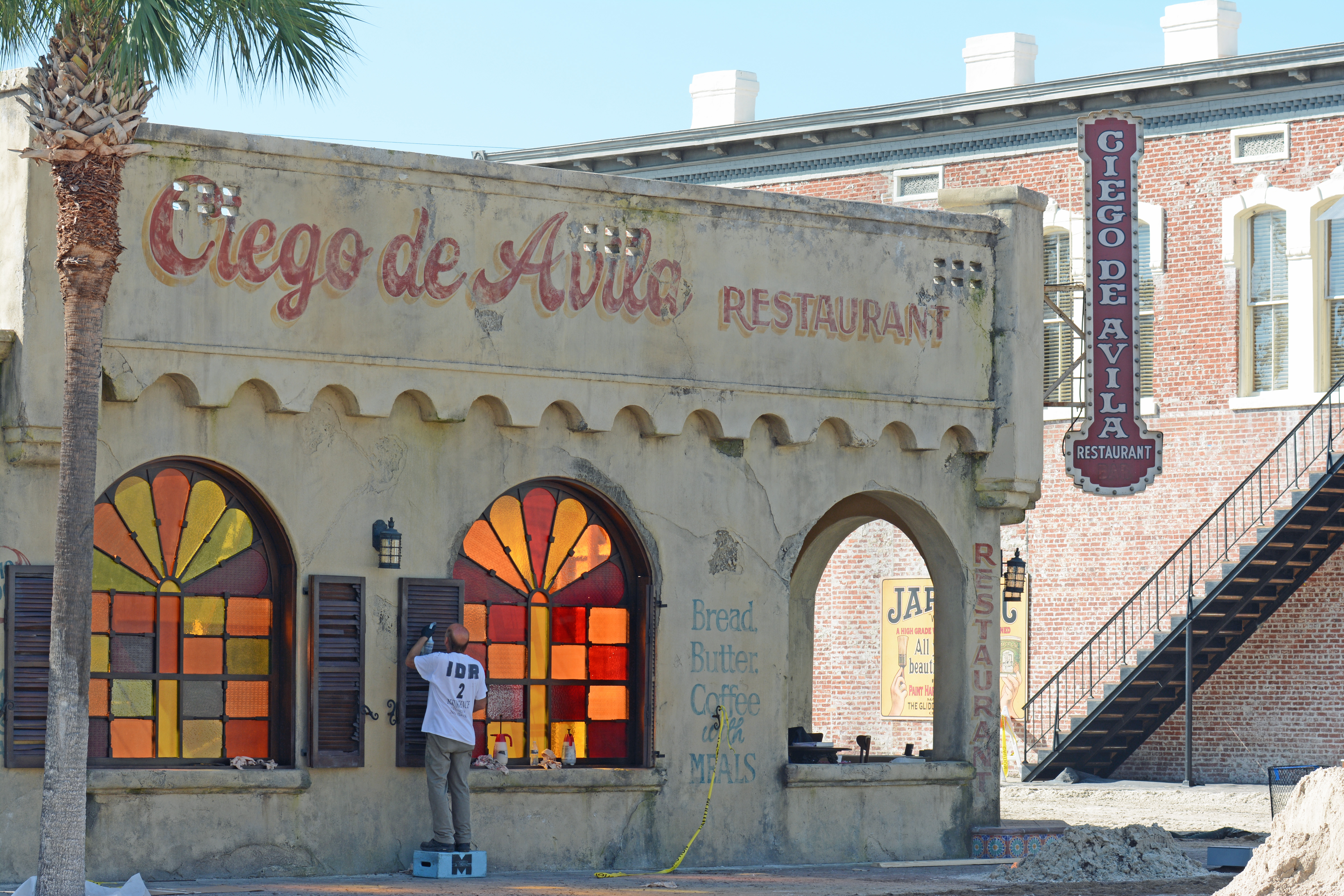
세트장
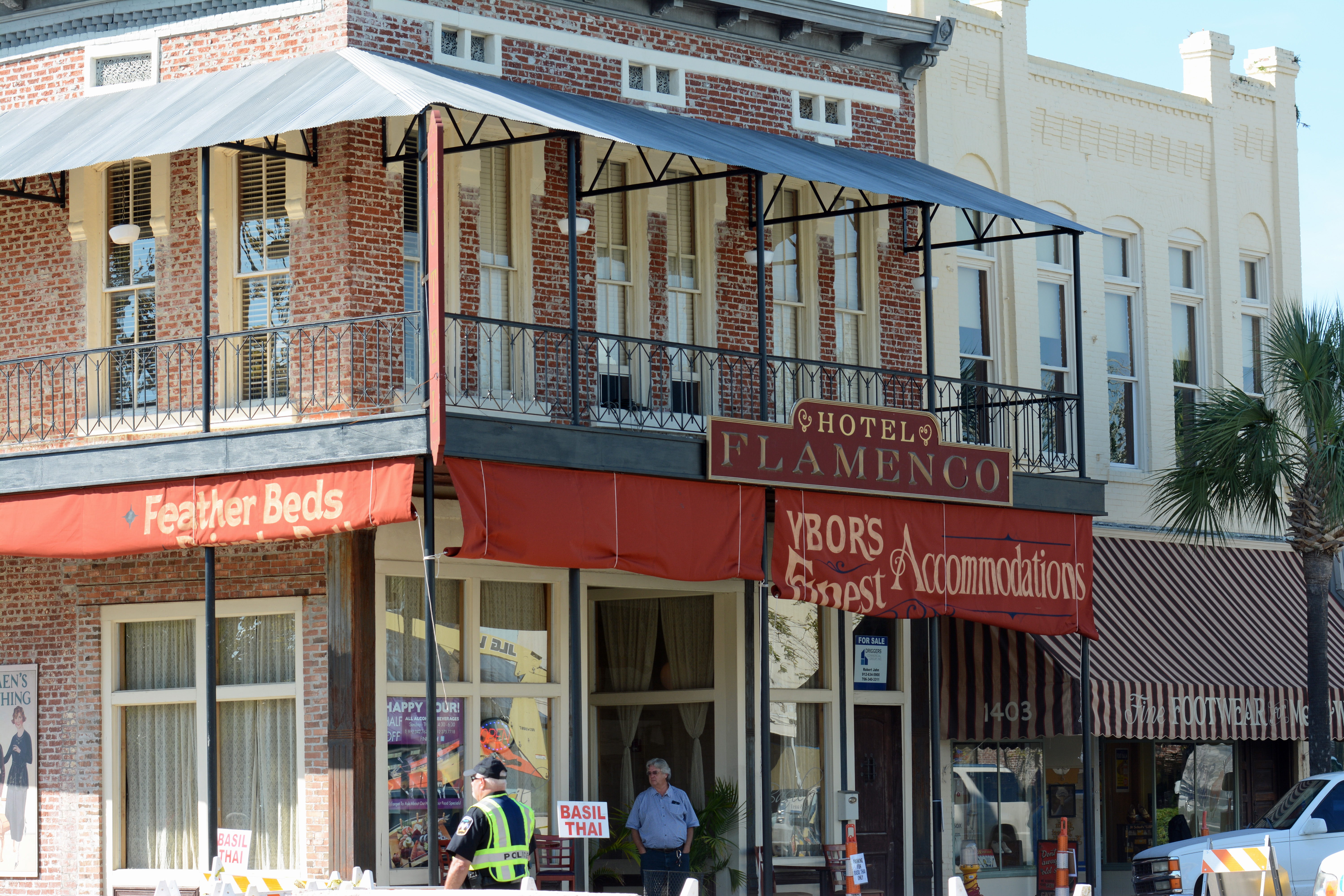
세트장
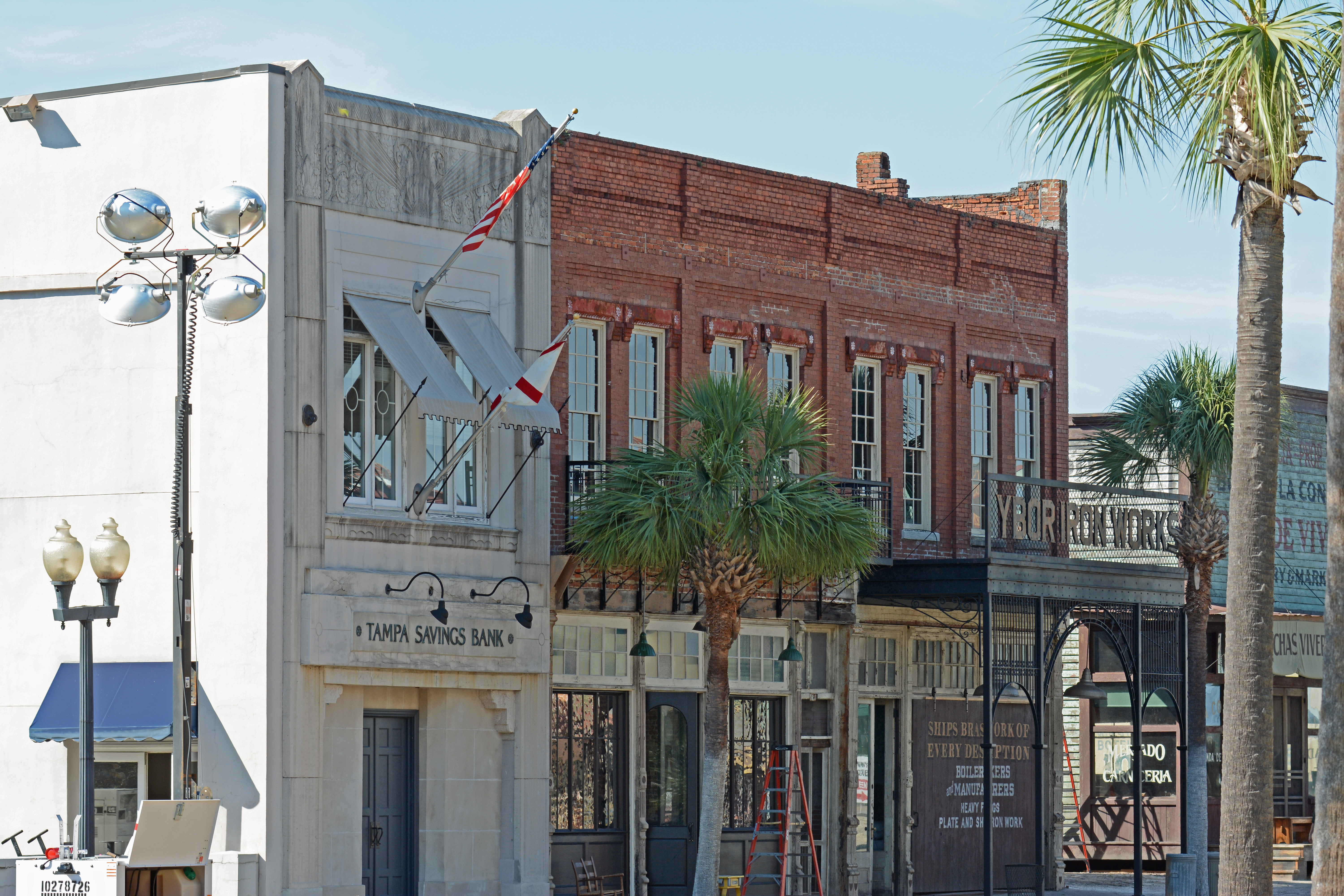
세트장

### 제작 후반
윌리엄 골든버그는 벤 애플렉의 《타운》과 《아르고》에 편집 감독으로 참여했었다. 해리 그레그슨 윌리엄스는 애플렉의 《가라, 아이야, 가라》와 《타운》에 음악 감독으로 참여했었다.
2016년 3월, 애플렉은 "편집은 이상한 과정이다. 그것은 기복을 많이 생긴다, 하지만 대체적으로 영화는 놀라운 공연이다. 나는 출연진의 대단한 행운을 가졌다. 그들을 신뢰할 수 있어 ... 과정에 대한 가장 어려운 부분은 지금은 너무 긴 영화는 원하지 않기 때문에 좋은 컷의 방법을 찾기 위해 노력하고 있다."라고 말했다.

## 개봉
2013년 11월, 워너브라더스는 2015년 크리스마스에 개봉을 발표한다. 하지만 2014년 5월, 개봉 날짜는 2016년 10월 17일로 미뤄졌다가, 2015년 8월에는 2017년으로 다시 변경되었다. 2016년 3월, 워너브라더스는 영화의 개봉 날짜가 2017년 10월 20일로 확정되었다고 발표하였다. 2016년 6월, 개봉일이 2017년 1월 13일로 앞당겨진 것이 발표되었다.